# POMP
POMP (англ. Proteasome maturation protein) – білок, який кодується однойменним геном, розташованим у людей на короткому плечі 13-ї хромосоми. Довжина поліпептидного ланцюга білка становить 141 амінокислот, а молекулярна маса — 15 789.
| 10         |  | 20         |  | 30         |  | 40         |  | 50         |
| ---------- |  | ---------- |  | ---------- |  | ---------- |  | ---------- |
| MNARGLGSEL |  | KDSIPVTELS |  | ASGPFESHDL |  | LRKGFSCVKN |  | ELLPSHPLEL |
| SEKNFQLNQD |  | KMNFSTLRNI |  | QGLFAPLKLQ |  | MEFKAVQQVQ |  | RLPFLSSSNL |
| SLDVLRGNDE |  | TIGFEDILND |  | PSQSEVMGEP |  | HLMVEYKLGL |  | L          |

A: Аланін

C: Цистеїн

D: Аспарагінова кислота

E: Глутамінова кислота

F: Фенілаланін

G: Гліцин

H: Гістидин

I: Ізолейцин

K: Лізин

L: Лейцин

M: Метіонін

N: Аспарагін

P: Пролін

Q: Глутамін

R: Аргінін

S: Серин

T: Треонін

V: Валін

Кодований геном білок за функцією належить до шаперонів. 
Локалізований у цитоплазмі, ядрі, мембрані, ендоплазматичному ретикулумі, мікросомах.